# Wirsol

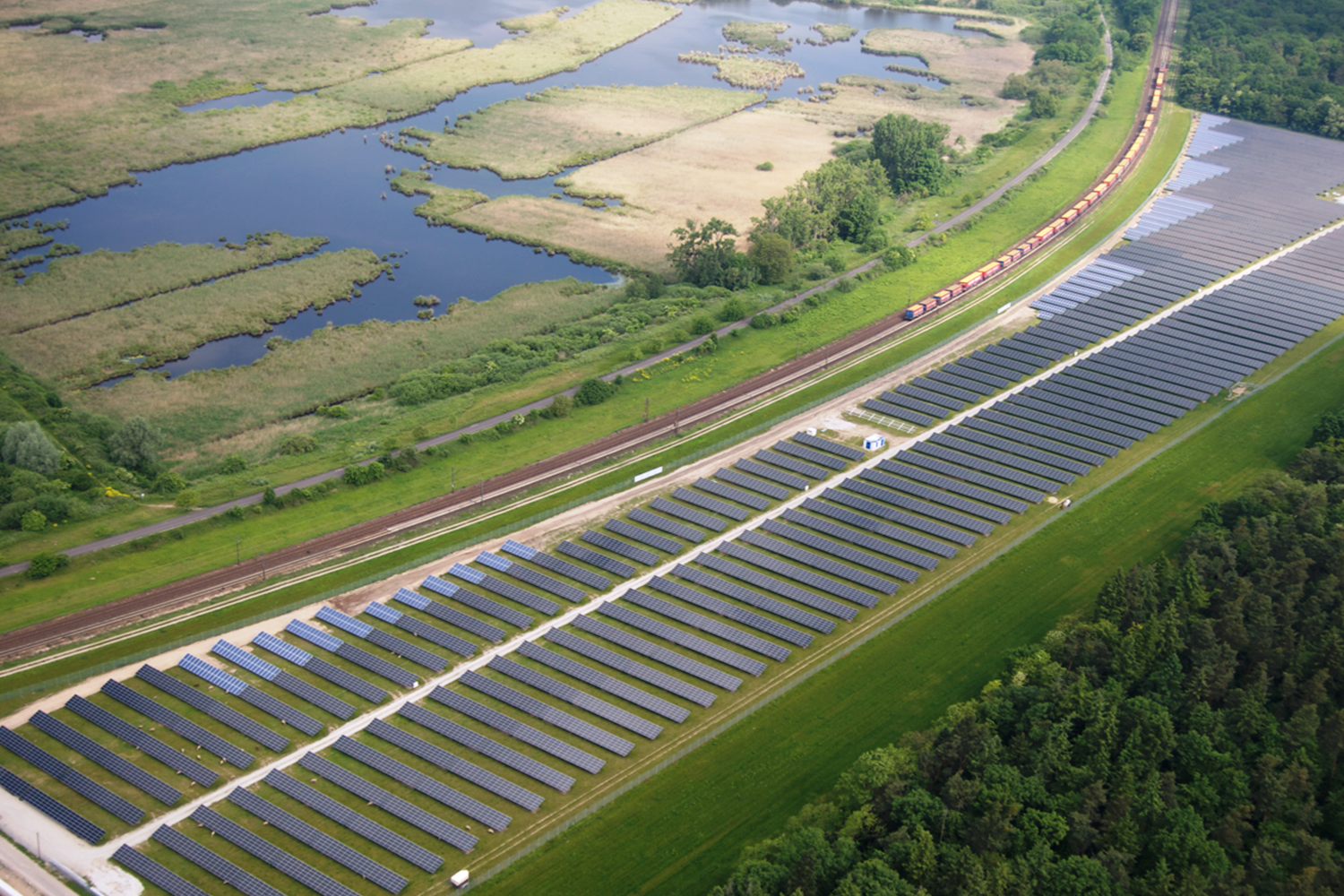
Parc solaire expérimental de Bruhrain

Wirsol Solar AG est une société multinationale spécialisée dans la conception, le financement, l'installation et la maintenance de centrales photovoltaïques de toutes tailles. En tant que fournisseur de solutions énergétiques indépendantes, Wirsol développe des installations solaires sur mesure pour les particuliers, les industriels et les investisseurs. Ses sites sont implantés en Allemagne (siège), Espagne, Italie, Grande-Bretagne, Belgique, France, Suisse, Canada, États-Unis, Chine, Brésil, ainsi qu’en Malaisie et aux Maldives

## Histoire de l’entreprise
Wirsol a été fondé à Waghäusel (district de Karlsruhe en Allemagne) en 2003 par Markus Wirth, Hans Wirth et Stefan Riel. Spécialisée sur le marché du photovoltaïque, l’entreprise inaugurait en 2007 son parc solaire expérimental de Bruhrain. Répartis sur 12 hectares, 31 000 panneaux y sont installés et permettent de dégager une puissance de 2,258 MWc. Il s’agissait alors du plus grand parc photovoltaïque de la région de Bade-Wurtemberg.
En 2010, les fondateurs Markus Wirth et Stefan Riel décident d’élargir le directoire. À cette occasion Bernd Kästner est nommé directeur financier et Nikolaus Krane prend la direction des Produits financiers internationaux, Grands projets et Communication.
En avril 2010, Wirsol réalise l’installation photovoltaïque du circuit d'Hockenheim. Installés sur 405 mètres de long, 4 716 panneaux permettent de produire une puissance de 849 kWc.
En 2011, entreprise enregistrait un chiffre d’affaires de 317 millions d’euros. Cette même année, Wirsol finalisait un de ses plus grands projets photovoltaïque à Mixdorf (proche de Berlin). Plus de 24 MWc ont été installés sur un site de 81 hectares. 
En 2012 Wirsol a relié au réseau le parc solaire de Luckau localisé en Brandebourg en Allemagne (près de 21 MWc installés sur l’ancien aéroport militaire Alteno).

## Projets Internationaux
Depuis sa création, Wirsol a réalisé plus de 6 200 installations photovoltaïques représentant une puissance globale de 440 MWc. Cette production permet de préserver notre environnement de 180 000 tonnes de CO2 par an. Afin de renforcer ses relations avec l’Asie, le cofondateur Stefan Riel s’est expatrié à Pékin. Il est ainsi devenu le premier responsable du secteur du photovoltaïque allemand à développer une entreprise en Chine « Wirsol Solar Technology Beijing Ltd ».
Wirsol est aujourd’hui actif à travers le monde. Avec sa joint venture « Wirsol RE Maldives » créée avec REM (Renewable Energy Maldives), des centrales photovoltaïques ont déjà été installées sur six îles des Maldives et fournissent quotidiennement de l’électricité aux écoles et hôpitaux. Plusieurs grands projets internationaux ont aussi été finalisés par Wirsol en Espagne (Bovera, Barcelone), Italie (Mola di Bari), Belgique (Wilrijk) et au Colorado (Fort Collins).

## Sponsoring
Depuis la saison 2011-2012 de la ligue de football Bundesliga, Wirsol est le sponsor officiel du TSG 1899 Hoffenheim. L’entreprise a donné son nom au stade Wirsol Rhein-Neckar-Arena (basé à Sinsheim en Allemagne) et accueille tous les matchs à domicile de l’équipe d’Hoffenheim.